# Млинова вулиця (Біла Церква)
Вулиця Млинова  — одна з вулиць у місті Біла Церква.
Бере свій початок з вулиці Шевченка і закінчується виходом до вулиці Замкова, знаходиться у центральній частині міста. З 1960-х до 2022 року мала назву — Гагаріна.

## Історична відомість

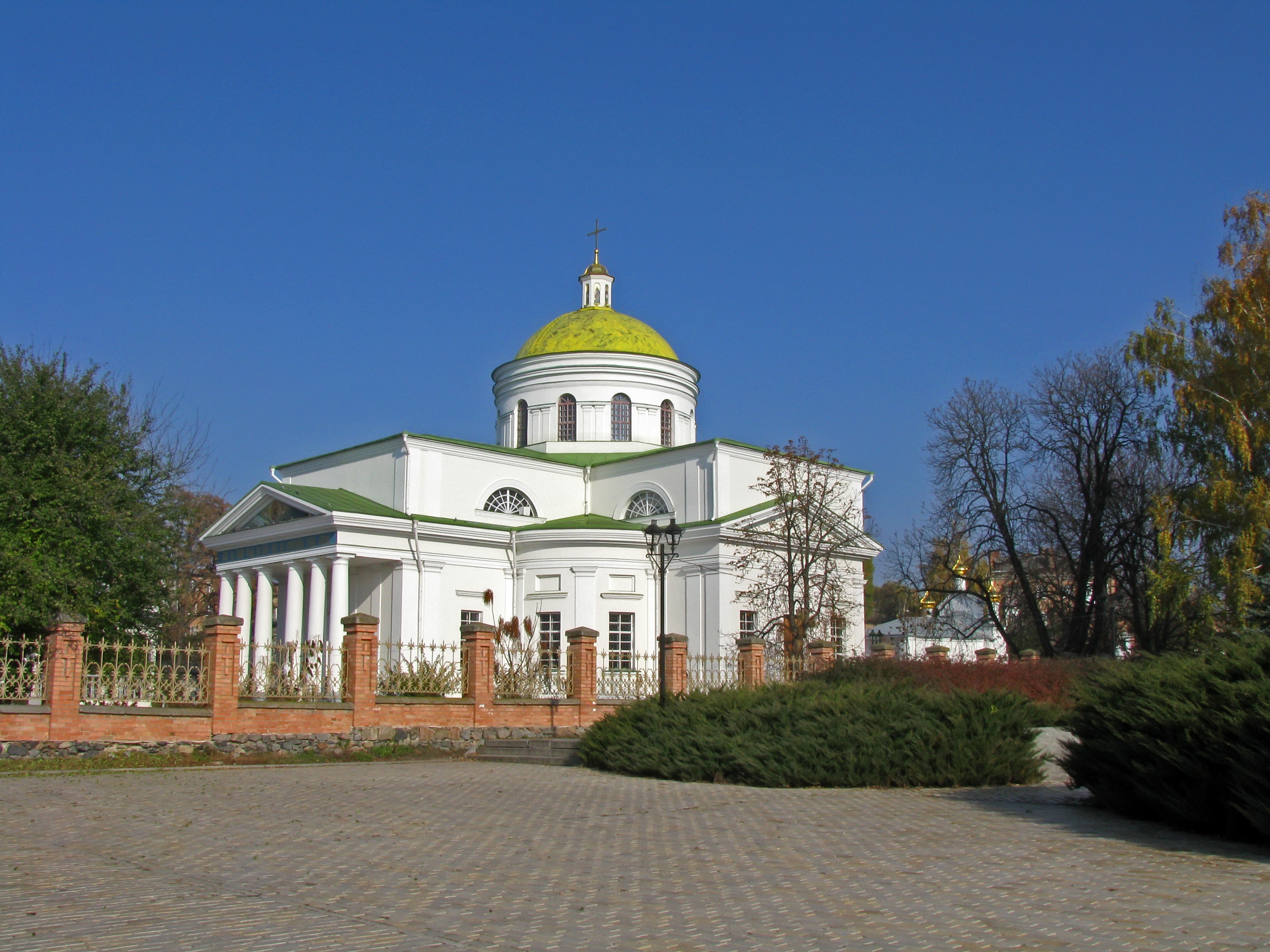
Спасо-Преображенський собор (Біла Церква)

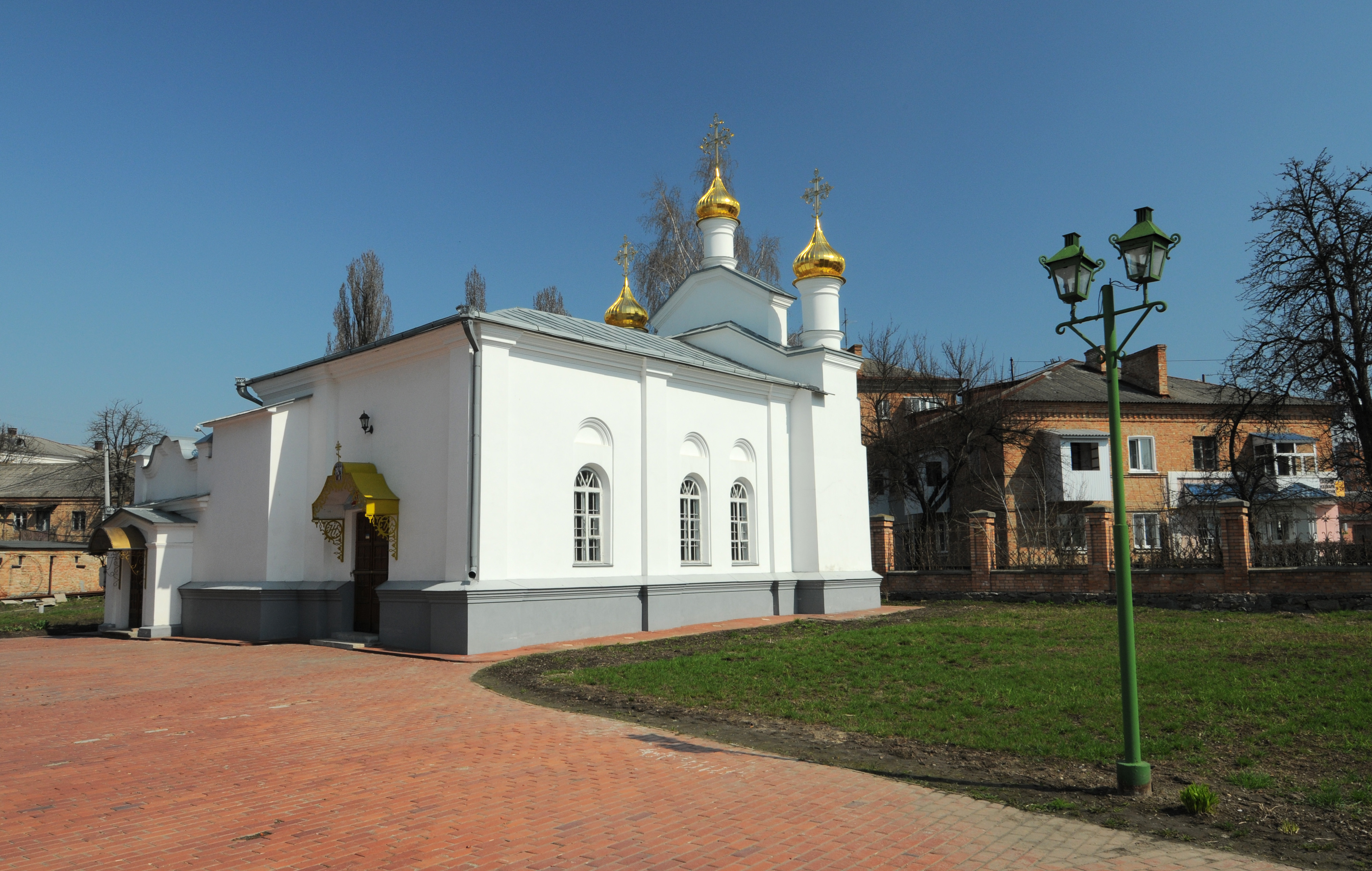
Микільська церква

Вулиця Млинова забудови ХІХ ст. простежується на картах Білої Церкви з 1858 року. Вона вела із центральної частини міста від собору до кам'яної греблі, збудованої в 1830 році на річці Рось за кошти родини Браницьких. На греблі стоїть кам'яний водяний млин, завдяки якому вулиця й отримала свою назву. Під час Другої світової війни млин було пошкоджено. Станом на 2024 рік він перебував в аварійному стані. Має охоронний статус пам'ятки архітектури.
У ХІХ ст. Млинова була найважливішою дорогою, що з'єднувала тоді ще самостійне село Заріччя з Білою Церквою.

## Відомі будівлі
- Спасо-Преображенський собор
- Микільська церква
- Водяний млин

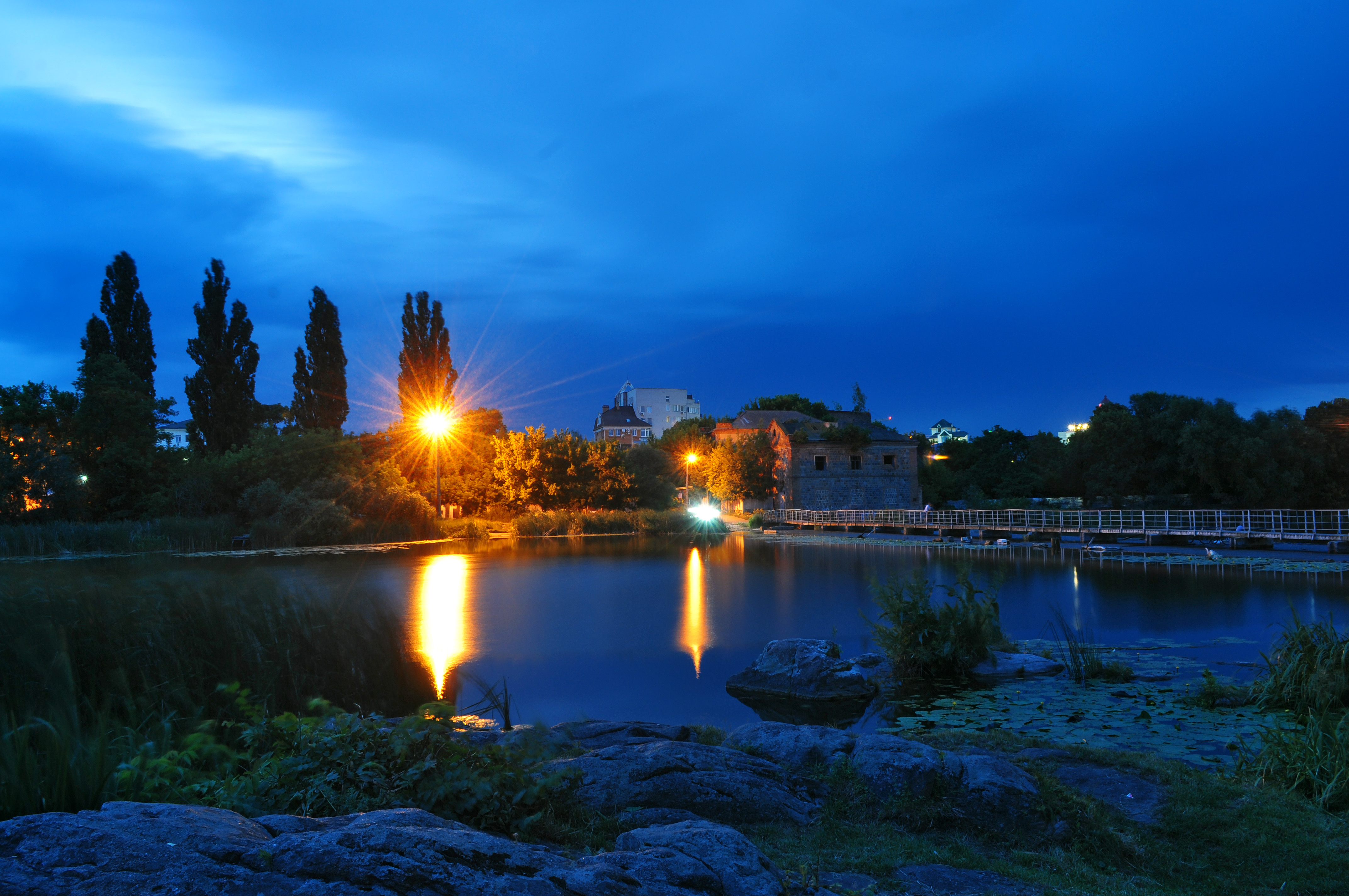
Водяний млин та гребля на річці Рось, вул. Млинова, 37
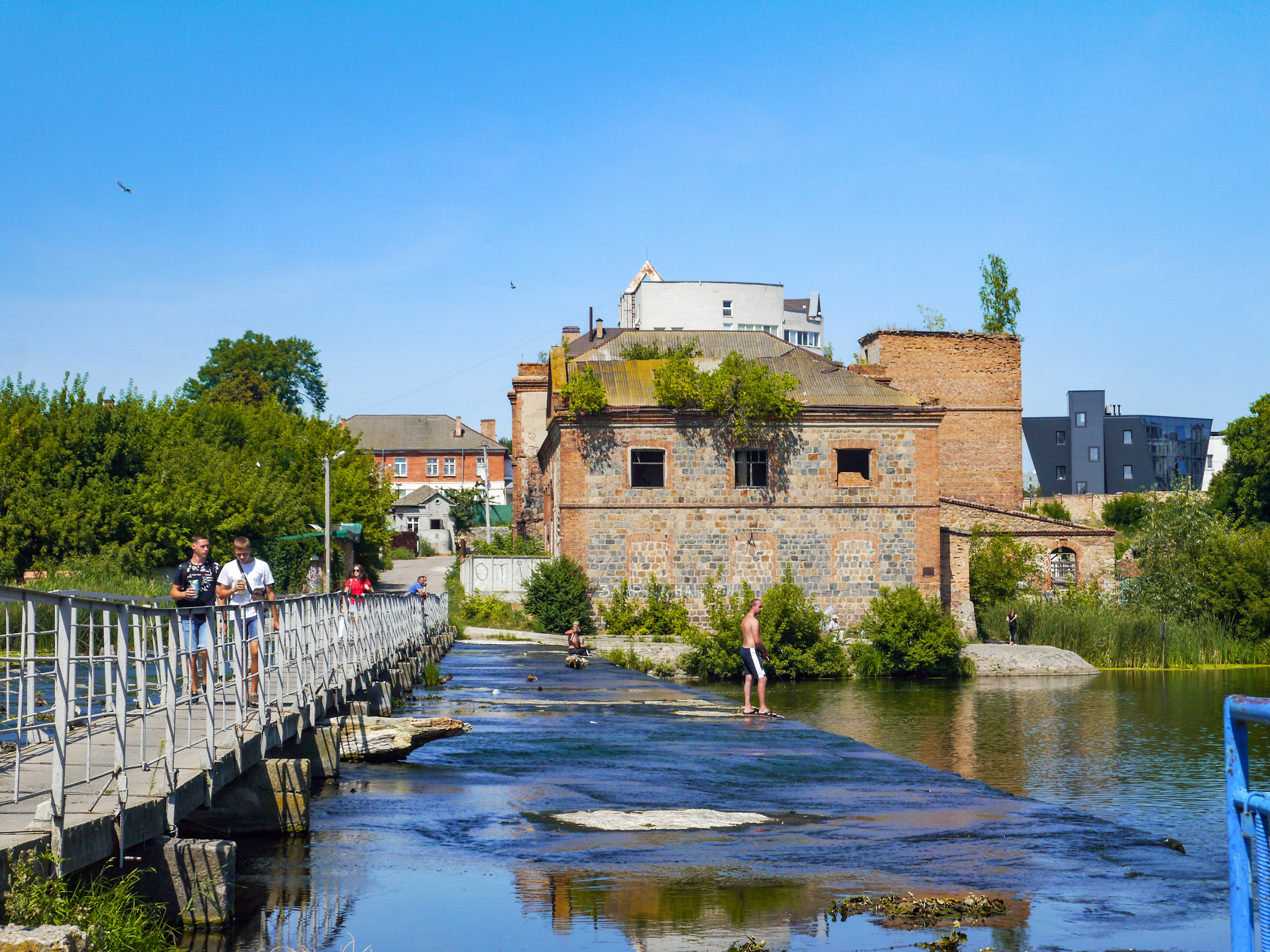
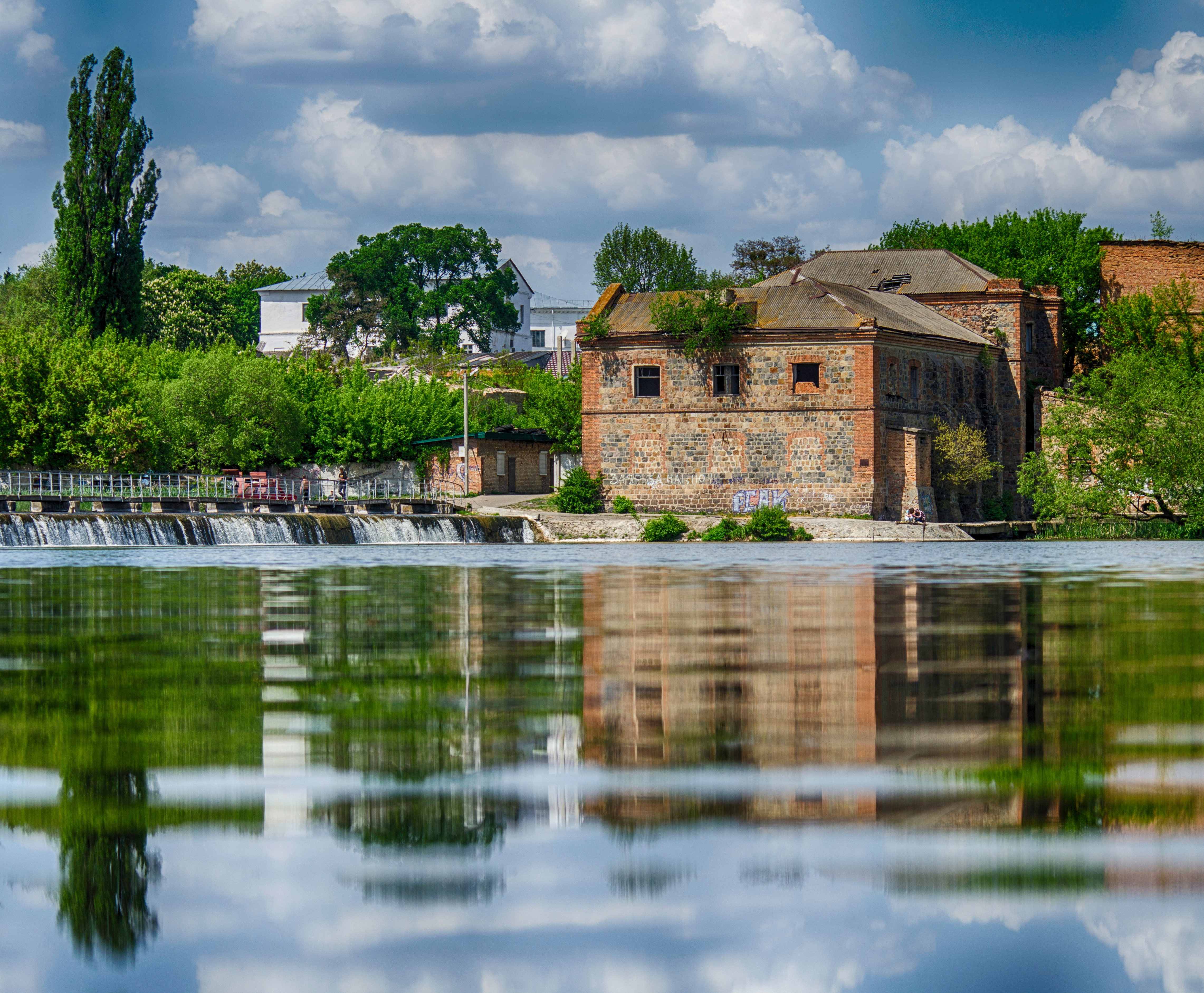